# Alkus (Gemeinde Ainet)
Alkus ist eine Fraktion und eine Katastralgemeinde der Gemeinde Ainet. Die Ortschaft liegt hoch über dem Iseltal an den Südabhängen der Schobergruppe im Bezirk Lienz in Tirol, Österreich und hat 40 Einwohner (Stand 1. Jänner 2024).

## Geographie
Alkus besteht aus der Rotte Unteralkus (1151 m ü. A.) mit der Josefskapelle, der Rotte Oberalkus (1284 m ü. A.) mit der Marienkapelle sowie den Einzelhöfen Dabernig, Genischger, Gander, Erharter (Unterlassnig) und Pirker. Der Ort ist über die Gwablstraße (L 322) und die Fraktion Gwabl vom Talgrund aus erreichbar.

## Geschichte
Der Ortsname Alkus wurde bereits 1206 urkundlich als in monte Alcus erwähnt. Der Name der Fraktion wurde auch auf den Alkuser See, die Alkuser Scharte, sowie Almen und Bergwiesen übertragen. Die Herkunft des Namens Alkus ist nicht eindeutig belegbar. Auf Grund älterer Schreibweisen „alte Gose“ bzw. „Alte Gase“ interpretieren manche Namensforscher „Alkus“ als alte Ggase, was sich wiederum vom lateinischen casa ableiten würde.
Alkus war bis 1939 eine eigenständige Gemeinde, bestehend aus den Weilern Außeralkus, Oberalkus, Unteralkus, Unterlassnig sowie Oberlassnig. Während die Einzelhöfe einst unter dem Weiler Außeralkus zusammengefasst werden dürften, bildete Ober- und Unterlassnig einst den nordwestlichen Teil von Alkus. Oberlassnig ist heute jedoch unbewohnt und vom einst drei Häuser umfassenden Weiler Unterlassnig existiert nur noch der Bauernhof Erharter.
Nach der Machtübernahme durch die Nationalsozialisten wurden die Gemeinden Ainet, Gwabl und Schlaiten zur Gemeinde Ainet vereinigt. Während die Gemeinde Schlaiten 1949 wieder seine Unabhängigkeit zurückerlangte, verblieben Gwabl und Alkus bei Ainet. Alkus bestand 1890 aus 21 Häusern mit 140 Bewohnern. Bis 1923 erhöhte sich die Zahl der Gebäude auf 32, während die Einwohnerzahl auf 118 sank. 2001 umfasste die Fraktion 21 Gebäude mit 17 Haushalten. Die Einwohnerzahl belief sich auf 81 Personen. Es bestanden 16 land- und forstwirtschaftliche Betriebsstätten.